# Ammoconia monticola
Ammoconia monticola là một loài bướm đêm trong họ Noctuidae.